# Abe Gibron
(en) Statistiques sur pro-football-reference
Abraham "Abe" Gibron, né le 22 septembre 1925 à Michigan City, dans l'Indiana et mort le 23 septembre 1997 à Belleair, en Floride, est un Américain, joueur professionnel de football américain professionnel et un entraîneur. Gibron joue onze saisons comme offensive guard dans l'All-America Football Conference (AAFC) et la National Football League (NFL) dans les années 1940 et 1950, principalement avec les Browns de Cleveland. Il est ensuite engagé comme entraîneur adjoint des Redskins de Washington et des Bears de Chicago de la NFL, avant de devenir l'entraîneur principal des Bears entre 1972 et 1974.
Gibron grandit dans l'Indiana, où il est un athlète remarquable au lycée. Après avoir obtenu son diplôme, il passe deux ans dans l'armée américaine pendant la Seconde Guerre mondiale, s'inscrivant à l'université de Valparaiso à sa sortie. Il est ensuite transféré à l'université de Purdue, où il joue au football américain pendant deux ans et est nommé dans l'équipe All-Big Ten. La carrière professionnelle de Gibron commence en 1949 avec les Bills de Buffalo de l'AAFC. La ligue s'est toutefois dissoute après cette saison, et il rejoint les Browns dans la NFL. Alors qu'il est initialement remplaçant, Gibron devient un solide joueur de ligne offensive dans les équipes de Cleveland qui ont remporté les championnats de la NFL en 1950, 1954 et 1955 grâce à une attaque qui met en vedette le quarterback Otto Graham, le wide receiver Dante Lavelli et l'offensive tackle Lou Groza. Il est nommé au Pro Bowl, le match des étoiles de la NFL, chaque année entre 1952 et 1955.
Après de brefs passages chez les Eagles de Philadelphie et les Bears, Gibron met fin à sa carrière de joueur et se lance dans l'entraînement. Il est d'abord été entraîneur de ligne pour les Redskins pendant cinq ans, puis dans un rôle similaire pour les Bears à partir de 1965. Il devient le coordinateur défensif des Bears au début des années 1970, et est nommé entraîneur-chef en 1972, en remplacement de Jim Dooley. Les trois années que Gibron passe à la tête des Bears ne sont cependant pas couronnées de succès. Ses équipes affichent un bilan combiné de victoire et de défaite de 11-30-1 sur trois saisons. Gibron est licencié en 1974 et passe l'année suivante comme entraîneur des Winds de Chicago, une équipe de la World Football League, qui ne durera pas longtemps.
Gibron, qui est connu pour sa personnalité colorée et sa grande taille - il pesait plus de 300 livres en tant qu'entraîneur - passe sept saisons comme assistant des Buccaneers de Tampa Bay avant de prendre sa retraite. Il est cependant resté proche du jeu en servant de scout pour les Seahawks de Seattle à la fin des années 1980 et de conseiller pour les Buccaneers au début des années 1990. Il est décédé après avoir subi une série d'attaques en 1997.

## Jeunesse
Gibron est né à Michigan City, dans l'Indiana, de parents immigrés libanais et y fréquente le lycée Elston,. Il est capitaine de l'équipe de football américain de son lycée et est nommé dans l'équipe All-Northern Indiana Athletic Conference.

## Carrière universitaire
Après avoir obtenu son diplôme en 1943, Gibron rejoint le Corps des Marines des États-Unis pendant la Seconde Guerre mondiale,. Mais à la fin de la guerre, en 1945, Gibron quitte l'armée et s'inscrit à l'université de Valparaiso, dans l'Indiana. Il y joue sa première année de football américain universitaire et est capitaine de l'équipe, qui termine la saison avec un bilan de six victoires et une défaite et remporte le championnat de l'Indiana Intercollegiate Conference sous la direction de l'entraîneur Loren Ellis (en),. Il est nommé dans l'équipe All-Conference et reçoit une mention honorable Little College All-American.
Gibron est transféré à l'université Purdue à West Lafayette, dans l'Indiana, en 1946,,. Il y joue entre 1946 et 1948, et a fait partie de l'équipe universitaire à deux reprises,. Les Boilermakers connaissent un record de défaites à chacune de ces années, mais Gibron est nommé joueur de l'équipe All-Big Ten Conference et reçoit une mention honorable All-American,.

## Carrière professionnelle

### Joueur AAFC et NFL
Gibron est sélectionné par les Bills de Buffalo lors du premier tour d'une draft secrète organisée en 1948 par l'All-America Football Conference (AAFC). L'AAFC organise la draft pour les joueurs qui doivent obtenir leur diplôme en 1949, afin que ses équipes puissent commencer à courtiser leurs sélections avant que la National Football League (NFL) rivale n'ait sa draft l'année suivante. Les Giants de New York de la NFL sélectionnent également Gibron au sixième tour de la draft 1949 (en), mais il choisit de jouer pour les Bills à la place.
Buffalo enregistre un bilan de 5-5-2 en 1949, la seule saison de Gibron avec l'équipe,. Ce bilan fait des Bills l'équipe la plus mal classée lors des éliminatoires à quatre équipes qui se sont tenues à la fin de la saison,. Les éliminatoires sont instituées après que les difficultés financières de l'AAFC aient conduit à la consolidation de ses divisions cette année-là. Les Bills perdent au premier tour des éliminatoires contre les Browns de Cleveland, puis se sont inclinés face aux Hornets de Chicago lors d'un match pour la troisième place. L'AAFC est dissoute après la saison, et les Browns, les 49ers de San Francisco et les Colts de Baltimore sont absorbés par la NFL. Gibron est sélectionné dans la deuxième équipe All-Pro par les rédacteurs sportifs après la saison et est nommé joueur de ligne rookie de l'année de l'AAFC.
En 1950, les joueurs des anciennes équipes de l'AAFC - y compris les Bills - participent à une draft de dispersion. Gibron, cependant, est vendu aux Browns, avec le halfback Rex Bumgardner (en) et le defensive tackle John Kissell (en), dans le cadre d'un accord qui donnait au propriétaire des Bills, James Breuil, une part de 25 % dans l'équipe,. Chez les Browns, Gibron a rejoint une équipe qui a remporté les quatre championnats de l'AAFC grâce à une attaque composée du quarterback Otto Graham, du fullback Marion Motley et des defensive ends Mac Speedie (en) et Dante Lavelli. Pourtant, alors que les Browns ont été la meilleure équipe de la ligue, de nombreux rédacteurs sportifs et propriétaires doutent que l'équipe poursuive sa série de succès contre les équipes de la NFL à partir de 1950. Cleveland commence la saison en battant le champion de la NFL de l'année précédente, les Eagles, et remporte ensuite le championnat de la NFL contre les Rams de Los Angeles.
Au début de sa carrière, Gibron est utilisé comme « garde messager » - principalement comme remplaçant chargé d'envoyer des jeux au quarterback - mais il est devient plus tard un pilier de la ligne offensive de Cleveland, aidant à protéger Graham et à ouvrir des espaces pour les running backs de l'équipe,. Gibron, qui est exceptionnellement rapide pour sa grande taille, est sélectionné pour jouer dans le Pro Bowl, le match des étoiles de la ligue, après la saison,. Il est également nommé deuxième équipe All-Pro par les rédacteurs sportifs,.
Une nouvelle participation à un match de championnat et une nouvelle défaite face aux Lions ont suivi en 1953, lorsque Gibron est de nouveau nommé au Pro Bowl et est sélectionné dans la liste All-Pro de la première équipe d'un journaliste sportif,. Les Browns sont revenus en 1954 et 1955 pour remporter des championnats contre les Lions et les Rams. Gibron est nommé au Pro Bowl au cours de ces deux années et fait partie de la première équipe All-Pro en 1955,. Il joue une partie de la saison 1956 pour les Browns, mais il se blesse à la jambe et est libéré en novembre pour faire de la place sur la liste pour le rookie Don Goss,. Les Eagles le font signer deux semaines plus tard pour remplacer Norm Willey (en), qui est victime d'une jambe cassée.
Gibron termine sa carrière de joueur avec les Bears de Chicago, qui le recrutent en 1958. Les Bears a un bilan de 8-4 lors des deux saisons de Gibron, mais ne se qualifie pas pour le championnat de la NFL,. Au cours de sa carrière de onze saisons, Gibron a joué 116 match, dont 109 comme titulaire, notamment tous les matchs lors de sa première saison à Buffalo,,.

### Carrière d'entraîneur
Peu après la fin de la carrière de joueur de Gibron, l'entraîneur en chef des Redskins de Washington, Mike Nixon, l'engage comme entraîneur de ligne. Washington termine avec un bilan d'une victoire pour neuf défaites et deux nuls en 1960 et Nixon est remplacé par Bill McPeak (en),, mais Gibron reste à son poste sous la direction du nouvel entraîneur, jusqu'à la saison 1964.
Gibron retourne ensuite à Chicago en 1965 pour servir d'entraîneur de la ligne offensive des Bears dans le cadre d'un projet de reconstruction du propriétaire et entraîneur en chef de l'équipe, George Halas, après une saison perdue en 1964, la septième seulement dans l'histoire de la franchise. Les Bears terminent avec un bilan de 9-5 en 1965, mais connaissent des difficultés en 1966 et 1967, les deux dernières saisons de Halas en tant qu'entraîneur des Bears,,. Gibron, considéré comme un entraîneur à succès, est courtisé en 1966 pour être l'entraîneur-chef des Dolphins de Miami de l'American Football League, mais refuse l'offre.
Après la démission de Halas, Gibron continue à travailler comme assistant sous la direction du nouvel entraîneur Jim Dooley en 1968. Il passe à l'entraînement de la ligne défensive l'année suivante, lorsque l'entraîneur adjoint Joe Fortunato (en) démissionne et que Jim Ringo (en) est engagé pour entraîner la ligne offensive. Dooley, cependant, est licencié fin 1971 après trois saisons de défaites consécutives, dont un bilan de 1-13 en 1969. Gibron est élevé au rang d'entraîneur-chef en janvier suivant et déclare que l'équipe a le talent nécessaire pour participer au championnat de la NFL.
Il hérite d'une équipe des Bears en pleine transition générationnelle. Le running back Gale Sayers, qui a ancré l'attaque de Chicago du milieu à la fin des années 1960, a subi deux blessures au genou et a été contraint de prendre sa retraite lors d'un camp d'entraînement en 1972. Le défenseur vedette Dick Butkus, lui aussi handicapé par des blessures au genou, doit prendre sa retraite au bout de neuf matches de la saison 1973. Le quarterback Bobby Douglass court 968 yards en 1972, établissant un record de la NFL pour les quarterbacks, mais ne réussit que 1 246 yards à la passe. Au cours des trois saisons de Gibron comme entraîneur principal, les Bears établissent un bilan de 11-30-1, terminant à chaque fois dernier de la NFC Central,,,. Son pourcentage de victoire de 0,268 est le pire de l'histoire des Bears pour un entraîneur non intérimaire. Gibron est licencié deux jours après le dernier match de la saison 1974 de la NFL. Halas engage Jim Finks (en) comme directeur général des Bears en 1974 pour formuler une nouvelle stratégie à la suite du bilan de 4-10 établi par les Bears lors de la dernière saison de Gibron.
Gibron reste à Chicago en 1975, remplaçant Babe Parilli en tant qu'entraîneur en chef des Winds de Chicago de la World Football League,. Les Winds atteignent un bilan de 1-4 avant d'être expulsés de la ligue en septembre pour être en dessous des exigences financières de la ligue, un mois avant que la ligue entière ne soit fermée. Gibron est engagé en 1976 comme entraîneur de la ligne défensive des Buccaneers de Tampa Bay, mais il passe au poste de coordinateur de la défense en mars de la même année, avant de reprendre ses fonctions d'entraîneur de la ligne les années suivantes,. Il a été un coéquipier de l'entraîneur en chef des Bucs, John McKay (en), à Purdue. Gibron reste à Tampa pendant sept saisons jusqu'à ce que McKay prenne sa retraite au début de 1985 et soit remplacé par Leeman Bennett (en). Il sert ensuite de scout pour les Seahawks de Seattle avec l'entraîneur en chef Chuck Knox, et est accusé plus tard dans l'année d'espionner les Bengals de Cincinnati et de tenter de voler leurs signaux. Knox répond en disant que la présence de Gibron à un match de pré-saison à Cincinnati ne pouvait pas être un secret, étant donné sa grande taille. Il reste en tant que scout jusqu'en 1989, et travaille ensuite comme conseiller auprès de l'entraîneur des Bucs, Sam Wyche.
Bien qu'il n'ait pas réussi en tant qu'entraîneur principal, Gibron est réputé pour sa personnalité colorée et son immense appétit tout au long de sa carrière. Il pesait environ 113 kilos au cours de sa carrière de joueur, mais a rapidement atteint plus de 136 kilos en tant qu'entraîneur. « Chaque fois que vous alliez dîner, c'était un banquet », disait de lui Lou Groza, coéquipier des Browns. Un clip humoristique de Gibron chantant « Joy to the World » sur la touche lors d'un match de 1973 contre les Broncos de Denver a été rendu célèbre par NFL Films (en) dans Football Follies. Gibron a joué son propre rôle dans le téléfilm « Brian's Song » de 1971, acclamé par la critique, qui raconte l'histoire des coéquipiers des Bears, Brian Piccolo et Gale Sayers.

## National Football League Players Association
Gibron est à l'origine de la création de la National Football League Players Association (NFLPA). En effet, la NFLPA a vu le jour lorsque lui et un autre joueur des Browns de Cleveland, Dante Lavelli, ont approché un avocat et joueur de football américain du Fighting Irish de Notre Dame, Creighton Miller, pour les aider à former une association afin de défendre les intérêts des joueurs. Au début, Miller était réticent, mais il a accepté en 1956. Il a contacté Don Shula (alors joueur des Colts de Baltimore), Joe Schmidt des Lions de Détroit, Frank Gifford et Sam Huff des Giants de New York, et Norm Van Brocklin des Rams de Los Angeles pour aider au développement de l'association,.

## Vie privée
Alors que sa carrière d'entraîneur touche à sa fin en 1984, James, le fils adolescent de Gibron, heurte et tue une femme de Largo, en Floride, alors qu'il conduit en état d'ivresse. James ne conteste pas les accusations d'homicide involontaire et est jugé comme un adulte, mais le verdict est annulé en appel. Il obtient finalement 10 ans de probation et est devenu avocat en Floride.
Gibron est conduit à l'hôpital en 1985 avec de graves douleurs abdominales et est ensuite opéré pour retirer une tumeur au cerveau,. En décembre 1996 et février 1997, Gibron subit des attaques cérébrales qui l'ont confiné chez lui pour le reste de sa vie. Il est mort chez lui à Belleair, en Floride. Gibron et sa femme, Susie, ont eu trois enfants. Il est intronisé au Indiana Football Hall of Fame en 1976.

### Articles de journaux
1. ↑  (en) « Abe Gibron Coaching Records on JustSportsStats.com », sur www.justsportsstats.com (consulté le 1er février 2020).
2. 1 2 3 4 5 6 7 8 9 10 11  (en) « GIBRON, ABE | Indiana Football Hall of Fame », sur www.indiana-football.org, 4 mars 2016 (version du 4 mars 2016 sur Internet Archive).
3. 1 2 3 4 5 6 7 8 9 10 11  (en-US) Pierson Don, « Former Bears coach Gibron dies. », Chicago Tribune, 24 juin 1997 (consulté le 31 janvier 2020).
4. ↑  (en) « Valparaiso Game by Game Results », sur www.cfbdatawarehouse.com, 13 novembre 2013 (version du 13 novembre 2013 sur Internet Archive).
5. ↑  (en) David Condon, « In the Wake of the News », Chicago Tribune,‎ 7 janvier 1972.
6. 1 2  (en) « Men behind the players : The assistant coaches. », sur news.google.com, Lakeland Ledger, 9 septembre 1976 (consulté le 31 janvier 2020).
7. ↑  (en) « Purdue Game by Game Results », sur cfbdatawarehouse.com, 20 septembre 2013 (version du 20 septembre 2013 sur Internet Archive).
8. 1 2  (en) « 1949 AAFC DRAFT. » [PDF], All-America Football Conference Encyclopedia (version du 17 juin 2013 sur Internet Archive).
9. 1 2 3 4 5 6 7  (en) « Abe Gibron Stats », sur Pro-Football-Reference.com (consulté le 31 janvier 2020).
10. 1 2 3  (en) « 1949 Buffalo Bills Statistics & Players », sur Pro-Football-Reference.com (consulté le 31 janvier 2020).
11. ↑  (en) Joe Marren, « The other Buffalo Bills. », sur www.profootballresearchers.org, THE COFFIN CORNER: Vol. 19, No. 1, 1997 (version du 17 juin 2013 sur Internet Archive).
12. 1 2  « Gibron to Play Against Browns », Cleveland Plain Dealer,‎ 28 novembre 1956, p. 34
13. ↑  Chuck Heaton, « Brown Will Keep Gain at Left End », Cleveland Plain Dealer,‎ 30 octobre 1956, p. 31.
14. ↑  (en) Associated Press, « Toss-up war expected in grid ranks. », sur news.google.com, Ellensburg Daily Record, Chicago, 21 août 1958 (consulté le 31 janvier 2020).
15. ↑  (en) « 1958 Chicago Bears Statistics & Players », sur Pro-Football-Reference.com (consulté le 31 janvier 2020).
16. ↑  (en) « 1959 Chicago Bears Statistics & Players », sur Pro-Football-Reference.com (consulté le 31 janvier 2020).
17. ↑  (en) « 1960 Washington Redskins Statistics & Players », sur Pro-Football-Reference.com (consulté le 1er février 2020).
18. ↑  (en) Associated Press, « Halas Says Bears Will Not Have Eighth Losing Season. », sur news.google.com, The Rochester Sentinel, 20 août 1965 (consulté le 1er février 2020).
19. ↑  (en) « 1965 Chicago Bears Statistics & Players », sur Pro-Football-Reference.com (consulté le 1er février 2020).
20. ↑  (en) « 1966 Chicago Bears Statistics & Players », sur Pro-Football-Reference.com (consulté le 1er février 2020).
21. ↑  (en) « 1967 Chicago Bears Statistics & Players », sur Pro-Football-Reference.com (consulté le 1er février 2020)
22. ↑  (en) Associated Press, « Halas Fights To Keep His Bear Staff Intact. », sur news.google.com, Daytona Beach Sunday News-Journal, 13 janvier 1966 (consulté le 1er février 2020).
23. ↑  (en) Associated Press, « Retired George Halas Names No. 1 Assistant Jim Dooley Bears' Head. », sur news.google.com, Herald-Journal, 29 mai 1968 (consulté le 1er février 2020).
24. ↑  (en) Associated Press, « Fortunato Quits Bears Coach Post. », sur news.google.com, Schenectady Gazette, 11 février 1969 (consulté le 1er février 2020).
25. ↑  (en) AP, « Jim Dooley Fired As Coach Of Grid Bears By Halas. », sur news.google.com, The Morning Record, 30 décembre 1971 (consulté le 1er février 2020).
26. ↑  (en) United Press International, « Chicago elevates Gibron to head coach of Bears. », sur news.google.com, Star-News, 28 janvier 1972 (consulté le 1er février 2020).
27. ↑  (en) « 1972 NFL Standings & Team Stats », sur Pro-Football-Reference.com (consulté le 1er février 2020)
28. ↑  (en) « 1973 NFL Standings & Team Stats », sur Pro-Football-Reference.com (consulté le 1er février 2020).
29. ↑  (en) « 1974 NFL Standings & Team Stats », sur Pro-Football-Reference.com (consulté le 1er février 2020)
30. ↑  (en) « CHI Coaching Records and History », sur www.databasefootball.com, 23 septembre 2013 (version du 23 septembre 2013 sur Internet Archive).
31. ↑  (en) « Bears dismiss Gibron. », sur news.google.com, St. Petersburg Times, 18 décembre 1974 (consulté le 1er février 2020).
32. ↑  (en) « 1975 Chicago Winds Roster on StatsCrew.com », sur www.statscrew.com (consulté le 1er février 2020).
33. ↑  (en) Associated Press, « Gibron changes jobs with Tampa. », sur news.google.com, Gadsden Times, 20 mars 1976 (consulté le 1er février 2020).
34. ↑  Bud Crussell, « Gibron Asks For Time To Build Winner », Ocala Star-Banner,‎ 4 octobre 1977.
35. ↑  (en) Patrick Zier, « Raye becomes Tampa Bay's third offensive coordinator. », sur news.google.com, Lakeland Ledger, 5 février 1985 (consulté le 1er février 2020), p. 1D, 3D.
36. 1 2  (en) Associated Press, « Bengals accuse the Seahawks of spying. », sur news.google.com, The Day, 6 septembre 1985 (consulté le 1er février 2020).
37. 1 2 3 4  (en-US) Frank Litsky, « Abe Gibron, 72, N.F.L. Coach, Wit and a Lover of Good Food », The New York Times,‎ 25 septembre 1997 (ISSN 0362-4331, lire en ligne, consulté le 1er février 2020).
38. ↑  (en) Tom Reed et Clevel, « Steve Sabol's NFL Films gave football an emotional soul: Tom Reed commentary », sur cleveland, 19 septembre 2012 (consulté le 1er février 2020).
39. ↑  (en) « History-Of-The-Nflpa-Part-1 / News - NFLPlayers.com », sur www.nflplayers.com, 4 décembre 2010 (version du 4 décembre 2010 sur Internet Archive).
40. ↑  (en) Claire Noland, « John Gordy, 73, dies; former Detroit Lions lineman led NFL players' union. », sur www.latimes.com, Los Angeles Times, 1er février 2009 (version du 29 juin 2011 sur Internet Archive).
41. 1 2  (en) « Sentencing improper to Gibron. », sur news.google.com, Lakeland Ledger, 15 novembre 1985 (consulté le 1er février 2020).
42. ↑  (en) « Immigrant lawyer is a sure case of an American dream », sur Tampa Bay Times (consulté le 1er février 2020).
43. ↑  (en) « Bucs' Gibron in satisfactory condition in Indiana hospital. », sur news.google.com, Lakeland Ledger, 13 juin 1985 (consulté le 1er février 2020).
44. ↑  (en) Associated Press, « Howser condition 'satisfactory'". », sur news.google.com, Spokane Chronicle, 25 juillet 1986 (consulté le 1er février 2020).

### Ouvrages
1. 1 2  Piascik 2007, p. 125.
2. ↑  Piascik 2007, p. 141.
3. ↑  Piascik 2007, p. 153.
4. ↑  Piascik 2007, p. 152.
5. ↑  Piascik 2007, p. 64–65, 81, 118–121, 145–146.
6. ↑  Piascik 2007, p. 153, 160.
7. ↑  Piascik 2007, p. 163–165, 180–182.
8. ↑  Piascik 2007, p. 200.
9. 1 2 3 4 5  Maxymuk 2012, p. 100.
10. ↑  Piascik 2007, p. 235.
11. ↑  Piascik 2007, p. 281–284.
12. ↑  Piascik 2007, p. 323–325, 340–342.
13. ↑  Piascik 2007, p. 343.
14. 1 2  Porter 1995, p. 431.
15. ↑  Frostino 2004, p. 212.
16. 1 2  Maxymuk 2012, p. 101.
17. ↑  Marrill 1987, p. 53–54.
18. ↑  Coenen 2005, p. 181.